# 艾斯康比亞縣 (阿拉巴馬州)
艾斯康比亞縣（英語：Escambia County）是美国亚拉巴马州南部的一個縣，南臨佛罗里达州（其中南臨同名郡），面積2,468平方公里。根據2020年美國人口普查，共有人口36,757人。縣治布魯頓（Brewton）。該縣成立於1868年12月10日，縣名是西班牙语，是「交易」的意思，另一說是當地一條河流的名稱（又名科尼卡河）。